# NGC 3238
NGC 3238 (również PGC 30686 lub UGC 5649) – galaktyka soczewkowata (S0), znajdująca się w gwiazdozbiorze Wielkiej Niedźwiedzicy. Odkrył ją William Herschel 8 kwietnia 1793 roku.